# Salva, Bistrița-Năsăud
Salva là một xã thuộc hạt Bistrița-Năsăud, România. Dân số thời điểm năm 2002 là 4431 người.